# Scelolophia gerocoma
Scelolophia gerocoma là một loài bướm đêm trong họ Geometridae.